# Sister Sparrow & The Dirty Birds
Sister Sparrow & The Dirty Birds es una banda de soul/ rock de Brooklyn , Nueva York de siete instrumentos. La banda está dirigida por la cantante Arleigh Kincheloe, con Jackson Kincheloe en la armónica, Sasha Brown en la guitarra, Josh Myers en el bajo, Dan Boyden en la batería, Phil Rodriguez en la trompeta, y Brian Graham en el saxo tenor y barítono.
Desde 2011, Sister Sparrow & The Dirty Birds ha tocado en más de 150 espectáculos al año en los EE. UU. y Canadá. Su lista de apariciones en festivales incluye Bonnaroo, Firefly, Mountain Jam, Bear Creek, Telluride Jazz, Harvest Jazz Festival y sesiones nocturnas en el Austin City Limits y el Jazz & Heritage Festival in New Orleans.

## Historia
El viaje de la banda está lleno de familia y amistades de toda la vida. Cantante dinámica y líder de la banda, Sister Sparrow de la mujer primero comenzó escribiendo canciones mientras bailaba a través de callejones y carreteras secundarias entre la ciudad de Nueva York y las montañas de Catskill de adolescente. Aunque ya con la complicidad de su hermano Jackson a la armónica (harmonica-shredding), estaba claro para ella que se necesitaba una banda grande, de gran alcance para hacer justicia a las canciones que ella creaba. La banda estuvo por primera vez juntos en septiembre de 2008. Era evidente desde el principio que las conexiones profundas entre sus miembros se traducía directamente a la música que hacían juntos. Mientras que Sister Sparrow es la principal compositora y voz unificadora de la banda, todos los miembros siempre han trabajado en colaboración en los arreglos. El resultado es una creatividad musical y diversidad rara vez vista en grupos de este tamaño y carácter.
A mediados de 2009, Sister Sparrow and the Dirty Birds tuvieron un espectáculo semanal extremadamente popular en  el Rockwood Music Hall de Nueva York cada noche de sábado, aguantando  cinco meses como residentes que les construyó una reputación de ser uno de los grupos  más funkis y férreos de la ciudad. Con la fuerza de su espectáculo en vivo en mente, la banda grabó su álbum de debut (publicado en noviembre de 2010) durante una sola sesión de doce horas en el renombrado Avatar Studios de Nueva.
La banda se embarcó en su primera gira al final de abril de 2011. Hacia finales de año,  habían conducido unas 50,000 millas para tocar en 150 espectáculos en 28 estados. Tocaron de teloneros para muchas bandas diferentes que incluyen Dr. John, Sharon Jones and the Dap King, y The Soul Rebels Brass Band.

## Grabaciones

### Sister Sparrow and the Dirty Birds(2010)
Sister Sparrow and the Dirty Birds lanzaron su álbum de debut homónimo en noviembre de 2010. Está grabado casi completamente en directo en sólo una noche en Avatar Studios en la ciudad de Nueva York, capturando el sonido en directo de forma única que habían perfeccionado durante tantas noches de intensas actuaciones en la ciudad. El álbum estuvo en la lista como uno del Top de Non-Jazz Favorites de 2010 por All About Jazz. La revista Independient Media Magazine le otorgó el premio al "Mejor álbum que probablemente no oíste en 2010" en sus Premios de Música IMM de 2010.

### Pound of Dirt(2012)
El 28 de febrero publicaron su segundo álbum Pound of Dirt. Después de muchos miles de millas, averías y pérdidas de espectáculos, la banda necesitó una furgoneta nueva para la gira de 2012. Lanzaron una campaña de Kickstarter para adquirir una furgoneta nueva y superó su objetivo de $20,000 con $21,025 recaudados.

### FightEP (2013)
En marzo de 2013, la banda acudió a los legendarios estudios de grabación Henson Estudios de Los Ángeles y grabó un EP con el ganador del premio Grammy y exjuez de American Idol Randy Jackson. Las cuatEl resultado fueron cuatro canciones fue grabadas en un día y medio y posteriormente publicadas en octubre de ese mismo año.

### The Weather Below (2015)
El tercer álbum de estudio de la banda fue publicado el 18 de mayo de 2015. El álbum está producido por Ryan Hadlock, y todas las canciones fueron escritas por Arleigh Kincheloe.

### Fowl Play (2016)
El primer álbum completamente en vivo de la banda fue publicado el 4 de marzo de 2015. Está grabado en The Warehouse en Fairfield, Connecticut el 31 de diciembre de 2015. El álbum fue grabado por Lucas Tecun, mezclado por Micah Davis, y masterizado por Greg Calbi.

## Miembros de la banda
Sister Sparrow, también conocida como Arleigh Kincheloe, es el "gran voz" y líder de The Dirty Bird. Nació y se crio en las Montañas Clatskill de Nueva York, donde empezó a cantar en la banda de sus padres a la edad de nueve años. A los 18 ya era una intérprete experimentada, Sister Sparrow empezó escribir una miríada de canciones propias, que más tarde vería la luz de día en las interpretaciones inaugurales de Sister Sparrow and the Dirty Bird.
Jackson Kincheloe fue criado en el estado de Nueva York por padres músicos. Comenzando en la trompeta y la batería en la escuela primaria, para pasar a la tuba y la guitarra en la escuela secundaria, con el tiempo se pasó también a la armónica y se unió a su hermana Arleigh.
Sasha Brown, el guitarrista de la banda, nació en la ciudad de Nueva York, Nueva York y se crio en los suburbios de Boston, Massachusetts. Es licenciado por el Berklee College of Music, donde en su primer año recibió el Premio Jimi Hendrix, el honor más alto de la escuela para guitarristas. Brown es también miembro de Heather Christian and The Arbornauts, Sunny Kim's Myth of Mitch, y ha actuado y grabado con Krystal Warren and The Faculty, The Andrew D'Angelo Big Band, y otros.
El bajista Josh Myers nació a las afueras de Boston, Massachusetts y vive en Brooklyn Nueva York. Ha sido parte de más de 30 proyectos, ha aparecido en más de 20 grabaciones, y ha escrito incontables canciones. Aparte de pegar duro en América del Norte con los Dirty Birds, su oído abierto y el tono sencillo de su bajo le han enviado alrededor el mundo a Europa, el Oriente Medio, Egipto, Australia y China. Ha tocado junto a grandes del jazz como John Scofield, Kenny Werner, Ralph Alessi y Wayne Krantz. En los EE. UU.,  ha actuado en Carnegie Hall, Lincoln Center, el club de Jazz de Blue Note de Nueva York, y en la Biblioteca de Congreso. Te lo puedes ver trayendo significado nuevo al límite inferior de los espectáculos con Sister SGorrión de Hermana y los Pájaros Sparrow and the Dirty Birds, Heather Christian and the Arbonauts y Kinan Azmeh's Cityband.
El baterista Dan Boyden es natural de Portland, Maine.  Antes de unirse a The Dirty Birds fue un miembro activo de la escena de música local.  Es miembro fundador del grupo de funk/soul Model Airplane y ha tocado con numerosos artistas y bandas, incluyendo The Kenya Hall Band, Connor Garvey, Sara Hallie Richardson, Christian Cuff y muchos más. Dan también puede ser descubierto al oeste en el área de la Bahía actuando con su hermano y cantante-compositor Joshua Eden.
El saxofonista barítono Brian Graham nació en Nueva York, criado en Bennington, Vermont. Estudió en la Universidad del sur de Maine.  Además de su trabajo con The Dirty Birds,  es colíder de The Fogcutters, una big band de 19 piezas ubicada en Portland, Maine, miembro de la banda de funk de siete piezas Sly-Chi, y cocreador de Big Band Syndrome. Ha compartido la etapa con John Popper (Blues Traveler), Chris Barron (Spin Doctors), The Soul Rebels Brass Band, y Big Sam's Funky Nation. Además de actuar, Brian es un cumplido arreglista y profesor.
El trompetista Phil Rodriguez nació y se crio en Santa Bárbara (California), donde empezó a estudiar piano a la edad de cinco años y la trompeta a la de doce. Tiene la licenciatura en estudios de jazz de la Universidad del sur de California. Actualmente vive en Brooklyn, en donde ejerce como intérprete independiente, compositor y profesor. Además de su trabajo con Sister Sparrow and the Dirty Birds,  actúa regularmente con East West Quintet, la banda de neo soul The Hipstones, y el cuarteto de punk-improv The (Notorious) L.A. Music Scene. Ha grabado con Hércules and Love Affair, Jessica 6, Wires Under Tension, Industrial Jazz Group, Eleanor Friedberger of Fiery Furnaces, Jenny Owen Youngs y Jinsai. Phil también dirige y compone para su propia banda, un grupo de seis piezas slowcore post-jazz llamado Underbelly.
A comienzos de 2013, la banda anunció que tres de sus miembros originales, JJ Byars, Johnny Butler, y Aidan Carroll, lo dejaban para proseguir otros proyectos.  La banda también anunció las adiciones del saxofonista barítono Brian Graham y el bajista Josh Myers. En 2014, los miembros originales Ryan Snow y Bram Kincheloe también dejaban la banda para proseguir otros proyectos.

## Discografía

### Álbumes de estudio
| Año  | Álbum |
| ---- | --- |
| 2010 | Sister Sparrow & The Dirty Birds - Released: 22 de noviembre de 2010 - Label: Modern Vintage Recordings, MRI Associated Labels - Formats: CD, DI |
| 2012 | Pound of Dirt - Released: 28 de febrero de 2012 - Label: Modern Vintage Recordings, MRI Associated Labels - Formats: CD, DI, VI                  |
| 2015 | The Weather Below - Released: 18 de mayo de 2015 - Label: Party Fowl Records, Thirty Tigers - Formats: CD, DI, VI                                |

### Álbumes vivos
| Año  | Álbum                                                                                                 |
| ---- | --- |
| 2016 | Fowl Play - Released: 4 de marzo de 2016 - Label: Party Fowl Records, Thirty Tigers - Formats: CD, DI |

### EPs
| Año  | Detalles |
| ---- | --- |
| 2013 | Fight - Released: 30 de septiembre de 2013 - Label: Modern Vintage Recordings, MRI Associated Labels - Formats: CD |